# Чорне Сонце (роман Василя Шкляра)
«Чо́рне Со́нце», повна назва «Чо́рне Со́нце або́ ду́ма про браті́в азо́вських» — невеликий роман українського письменника Василя Шкляра, що вийшов 2015 року. Твір вперше був надрукований у збірці «Чорне сонце», куди також увійшли ранні оповідання письменника «Танець під чортову дудку» (1980), «Крук — птаха нетутешня» (1979), «Останній шанс Захара Скоробагатька» (1982), «Високі гори у Ялті» (1985) та «Цілком таємні історії» (1990).

## Історія написання
Задум роману прийшов Шкляреві після знайомства з військовим «Азову» Олександром з позивним «Художник». З Олександром він познайомився ще у 2009 році за часів Януковича, коли презентував «Чорного ворона» у Кривому Розі; саме Олександр допоміг тоді Шкляреві організувати презентацію в місцевому театрі. Згодом Шкляр знову зустрів Сашка на Майдані, а після початку російсько-української війни (2014-) і на фронті як військового полку «Азов». Одного разу Сашко зателефонував до Шкляра й сказав, що потребує поради як врятувати стародавню скульптуру «скіфської баби». На що Шкляр відповів: «Сашко, дитино. Ти себе рятуй. Скіфська баба простояла тисячоліття. Вона бачила всі війни. Ніякий дідько її не вхопив». Цей випадок і став поштовхом до написання повісті-притчі про бійців «Азову». У творі головний герой був написаний Шклярем саме з «Художника», й автор лише трохи українізував його позивний, змінивши на «Маляра», а всі решта прізвиськ та імен лишились незмінними.
У одному з своїх інтерв'ю, Шкляр зазначав, що написав «Чорне сонце» також як віддарунок воякам Азову за їх символічний подарунок з російсько-української війни (2014-). Письменник описував це так «якось з [вояками Азову] на війні трапилась містично-філософська історія. Коли в Широкиному згоріла бібліотека, не збереглося жодного видання. Уцілів лише „Кобзар“ Тараса Шевченка. Хлопці [з Азову] подарували мені цю книжку. Я ж у свою чергу вирішив зробити їм свій віддарунок, написавши про них».

## Наклад
За підсумками 2015 року, видавництво «Клуб сімейного дозвілля» повідомило, що «Чорне Сонце» Шкляра зайняло 3-тє місце за кількістю проданих копій серед всіх україномовних книг видавництва (як перекладних так і україномовних в оригіналі). У листопаді 2015 році у ЗМІ повідомлялося, що перший наклад у 10 тисяч екземплярів було продано за півтора тижня, і що другий тираж у 16 тисяч примірників — вже теж майже весь проданий (тобто в сумі 26 тисяч екземплярів).

## Сюжет
Твір присвячено бійцям полку «Азов», які хоробро боронять Україну у Російсько-українській війні (2014-). У романі йдеться про трагічні події російсько-української війни очима бійця полку «Азов». Головний герой — двадцятивосьмирічний чоловік, який любить свою країну, прагне нової долі для неї і намагається робити все для цього, навіть ризикуючи власним життям.
Також туди входять «Танець під чортову дудку», «крук птаха не тутешня», «останній шанс Захара Скоробагатька», «Високі гори в Ялті», «Цілком таємні історії».

## Основні теми роману
Книга піднімає питання: хто і навіщо затягує війну, чому гинуть найкращі, чому місцеві жителі вважають своїх визволителів ворогами, яким наш герой бачить майбутнє батьківщини.

## Видання
Вперше роман вийшло у 2015 році у видавництві КСД.
- Василь Шкляр. Чорне Сонце. Харків: КСД. 2015. 304 стор. ISBN 978-966-14-9910-1, ISBN 978-966-14-9910-9 (додатковий наклад)